# Valea florilor (film)
Valea florilor (în engleză Valley of Flowers) este un film dramatic, fantastic și romantic, scris și regizat de Pan Nalin. În rolurile principale au interpretat actorii Mylène Jampanoï și Naseeruddin Shah.
A fost produs de Monsoon Films/ Wonderworks, TF1 International, TPS Star, FilmCooperative, Pandora Film Verleih și Diaphana Distribution și a avut premiera la 15 iulie 2006 (la Festivalul Cinematografic Asiatic Osian-Cinefan), fiind distribuit de Netflix. Coloana sonoră a fost compusă de Cyril Morin⁠(d). 

## Distribuție
Au interpretat actorii:

- Milind Soman – Jalan
- Mylène Jampanoï – Ushna
- Naseeruddin Shah – Yeti
- Eri – Sayuri
- Kelsang Jampa Tamang – Jampa La
- Anil Yadav – Hak Chi

Nomazii din Ladakh au interpretat rolul bandiților din film.

## Coloana sonoră
Listă de piese
1 Ushna and Jalan (2:50)
2 The journey (1:44)
3 Ushna (2:59)
4 The Search (0:59)
5 Yeti (3:31)
6 Mountain Song (1:51)
7 The Gang (2:10)
8 The Chase (2:17)
9 Center of the Universe (2:13)
10 Nothing Lasts Forever (1:08)
11 Looking for Jalan (4:29)
12 Valley of Silence (2:56)
13 Mystery (2:03)10)
14 Demon's Hunt (1:10)
15 Love and Longing (1:13)
16 Not a Good Omen (1:35)
17 Together Again (2:18)
18 Travelling Beyond (1:08)
19 Magic Shadows (3:02)
20 Love Theme (5:08)
21 Bardo: Book of the Dead (3:33)
22 Ocean in the Bottle (5:19)
23 Valley of Flowers (End Title) (1:20)
Durată totală: 56:56